# Henrik Hauch
Henrik Andreas Rosenauer Hauch (6. september 1876 i Sønder Nissum – 17. august 1957 i Kjellerup) var en dansk politiker og minister.
Hauch var gårdsmandssøn fra Sønder Nissum og uddannet ved land- og skovbrug. Han blev landbrugskandidat i 1902, landbrugslærer og 1908-1934 forstander på Asmildkloster Landbrugsskole. Samtidig drev han gården Sølund ved Viborg.
I 1920 blev han medlem af Landbrugsrådets præsidium, i periode 1933-1950 præsident. Han var formand for De samvirkende danske Landboforeninger 1932-1947.
I 1918 blev Hauch medlem af Landstinget for Venstre, hvor han sad, indtil dette blev nedlagt i 1953. Han arbejdede især i 1930'erne sammen med socialdemokraten Kristen Bording for gennem konsensuspolitik at få landbruget igennem 30'ernes krise.
Han var minister uden portefølje i samlingsregeringen Ministeriet Stauning II 1940. Han var på tale som statsminister i efteråret 1942, men kunne ikke godkendes af besættelsesmagten. I Ministeriet Eriksen 1950-1951 var han landbrugsminister.
Hauch og hans hustru Ellen, født Rosendal fik seks børn; tre sønner og tre døtre. Den ældste søn er politikeren Viggo Hauch.